# Lipotriches saussurei
Lipotriches saussurei là một loài Hymenoptera trong họ Halictidae. Loài này được Friese mô tả khoa học năm 1902.